# Наживо (альбом Братів Гадюкіних)
НА!ЖИВО — альбом львівського гурту Брати Гадюкіни.

## Трек-лист
1. Весілля (9:59)
2. Пісня про квартирний вопрос (5:11)
3. Сорок пачок «Верховини» (3:39)
4. Я вернувся домів (4:13)
5. Файне місто Тернопіль (5:05)
6. На долині туман (шейк) (4:19)
7. Було не любити (5:09)
8. Звьоздочка моя (4:15)
9. Аріведерчі, Рома (3:58)
10. 117-та стаття (4:56)
11. Наркомани на городі (3:21)
12. Всьо чотко (4:38)